# Ronny Siewert
Ronny Siewert (* 17. Oktober 1978 in Nienburg (Saale)) ist ein deutscher Koch. 

## Werdegang
Nach der Ausbildung im Maritim Hotel in Halle ging Siewert 1999 zum Drei-Sterne-Restaurant Residenz Heinz Winkler in Aschau und 2001 zum Restaurant Dieter Müller in Bergisch Gladbach. 2003 wechselte er als Souschef zum Waldhotel Sonora zu Helmut Thieltges in Dreis.  
Als Küchenchef ging Siewert 2005 zum Chezann in Rostock und bekam dort seinen ersten Michelinstern.
Seit 2008 ist er Küchenchef im Friedrich Franz im Grand Hotel Heiligendamm, wo er ebenfalls seit 2008 mit einem Michelinstern und 2012 mit 18 Punkten im Gault-Millau ausgezeichnet wurde.

## Auszeichnungen
- 2005: Ein Michelinstern für das Restaurant Chezann in Rostock
- 2008: Ein Michelinstern für das Restaurant Friedrich Franz im Grand Hotel Heiligendamm
- 2012: 18 Punkte im Gault-Millau